# Facomatosis
Las facomatosis constituyen un cuadro de enfermedades neurocutáneas, de etiología multifactorial, de base genética, que se asocian a la presencia de tumores y hamartomas. 

## Fisiopatología
En general las facomatosis o síndromes neurocutáneos se caracterizan por presentar anomalías del desarrollo, principalmente en los tejidos neuroectodérmicos, favoreciendo la aparición de tumores neurológicos y cutáneos.

## Tipos
- Enfermedad de Von Recklinghausen o (Neurofibromatosis tipo 1)
- Neurofibromatosis tipo 2
- Síndrome de Sturge-Weber
- Síndrome de Von Hippel-Lindau
- Esclerosis tuberosa o enfermedad de Bourneville

- Datos: Q748376
- Multimedia: Phakomatoses / Q748376